# Richard Dessart
 (février 2021).
La mise en forme du texte ne suit pas les recommandations de Wikipédia : il faut le « wikifier ».
Les points d'amélioration suivants sont les cas les plus fréquents. Le détail des points à revoir est peut-être précisé sur la page de discussion.
- Les titres sont pré-formatés par le logiciel. Ils ne sont ni en capitales, ni en gras.
- Le texte ne doit pas être écrit en capitales (les noms de famille non plus), ni en gras, ni en italique, ni en « petit »…
- Le gras n'est utilisé que pour surligner le titre de l'article dans l'introduction, une seule fois.
- L'italique est rarement utilisé : mots en langue étrangère, titres d'œuvres, noms de bateaux, etc.
- Les citations ne sont pas en italique mais en corps de texte normal. Elles sont entourées par des guillemets français : « et ».
- Les listes à puces sont à éviter, des paragraphes rédigés étant largement préférés. Les tableaux sont à réserver à la présentation de données structurées (résultats, etc.).
- Les appels de note de bas de page (petits chiffres en exposant, introduits par l'outil «  Source ») sont à placer entre la fin de phrase et le point final[comme ça].
- Les liens internes (vers d'autres articles de Wikipédia) sont à choisir avec parcimonie. Créez des liens vers des articles approfondissant le sujet. Les termes génériques sans rapport avec le sujet sont à éviter, ainsi que les répétitions de liens vers un même terme.
- Les liens externes sont à placer uniquement dans une section « Liens externes », à la fin de l'article. Ces liens sont à choisir avec parcimonie suivant les règles définies. Si un lien sert de source à l'article, son insertion dans le texte est à faire par les notes de bas de page.
- La présentation des références doit suivre les conventions bibliographiques. Il est recommandé d'utiliser les modèles {{Ouvrage}}, {{Chapitre}}, {{Article}}, {{Lien web}} et/ou {{Bibliographie}}. Le mode d'édition visuel peut mettre en forme automatiquement les références.
- Insérer une infobox (cadre d'informations à droite) n'est pas obligatoire pour parachever la mise en page.

Pour une aide détaillée, merci de consulter Aide:Wikification.
Si vous pensez que ces points ont été résolus, vous pouvez retirer ce bandeau et améliorer la mise en forme d'un autre article.
Richard Dessart, né le 18 septembre 1991 à Namur, Belgique est l'auteur de plusieurs livres sur l'histoire de Namur et un militant de la sauvegarde du patrimoine de Namur.

## Biographie
Il est l'arrière-petit-fils du premier revendeur Saroléa de la région namuroise François Dessart, originaire de Bouge ainsi que le petit-fils du sculpteur Andrei Ostap né en Moldavie. Il est aussi le petit-neveu du peintre Dumitru Ghiață, né en Roumanie.
Avec Bastien Wilmotte, il est l'auteur du livre Namur, le 18 août 1944 sur le bombardement américain subi par la ville en 1944. Ainsi que de deux livres de la série Namur vous est contée.
Il participe régulièrement au conseil communal de Namur en tant que citoyen et est considéré comme le recordman des interpellations citoyennes. Il a notamment participé à promouvoir l'idée d'une reconnaissance des Échasseurs namurois sur la liste représentative du patrimoine culturel immatériel de l'Unesco qui est devenu une réalité en décembre 2021.
En 2017, le bourgmestre Maxime Prévot porte plainte contre Richard Dessart, l'accusant de diffamation. Ce dernier accusait le bourgmestre de collusion avec le promoteur immobilier Actibel. Maxime Prévot retire finalement sa plainte et est condamné à payer des indemnités.
En 2025, il reçoit le titre de chevalier de l’Ordre de la Croix belge, remis en reconnaissance de services rendus à la société civile.

## Œuvres
- 2022 : Garage François Dessart & Fils - 100 ans de Saroléa à Namur, co-écrit avec Daniel Ninforge, Éditions asbl #Namur Initiatives Citoyennes  (ISBN 979-8836777142)
- 2019 : Namur vous est contée, tome 2, Éditions asbl #Namur Initiatives Citoyennes  (ISBN 978-1710042139)
- 2018 : Namur vous est contée, tome 1, Éditions asbl #Namur Initiatives Citoyennes  (ISBN 978-1729668344)
- 2016 : Namur, le 18 août 1944, co-écrit avec Bastien Wilmotte, Éditions asbl #Namur Initiatives Citoyennes  (ISBN 978-1081452476)